# Jurjen Gofers
Jurjen Gofers (Eindhoven, 14 juni 1980) is een Nederlandse radiodiskjockey.

## Loopbaan
Vanaf zijn 15e werkte Gofers als technisch assistent bij het lokale station Radio Kontakt, van Beek en Donk. Op 16-jarige leeftijd mocht hij zelf een programma presenteren voor dit station. Hij haalde hierin verschillende grappen uit die door de programmaleiding niet gewaardeerd werden. Na meerdere malen te zijn geschorst werd hij uiteindelijk "op straat gezet". Hierna werkte hij korte tijd voor het Nuenense station Radio Decibel.
Een paar maanden later ging hij als 18-jarige en jongste diskjockey bij Radio 538 aan de slag. Daar was hij van 1998 tot 2006 werkzaam. Daar presenteerde hij SuperGofers en G-Spot. Ook was hij producer van verschillende programma's, zoals de Nederlandse Top 40 en Dance Department.
In 2006 maakte hij de overstap naar het radiostation van SBS Broadcasting: Caz!. Daar presenteerde hij per 19 juni 2006 op werkdagen van 13:00 tot 16:00 uur.
Vanaf 3 september 2007 was Jurjen Gofers werkzaam bij SLAM!FM. Hij presenteerde daar The Beat Goes On van 13:00 tot 16:30 uur. Op zaterdag presenteerde hij de SLAM!40. 
Vanaf november 2011 presenteerde Jurjen Gofers twee jaar lang iedere werkdag van 5.00 tot 6.00 uur bij Radio Veronica Veronica's Vroege Ochtendshow. Daarna was hij alleen op zondagmiddag te horen. Vanaf februari 2015 was Gofers tijdelijk iedere maandag t/m donderdag van 20:00 tot 24:00 uur te horen. Vanaf mei 2015 presenteert hij alleen nog op zondagavond "Het beste uit de top 1000 allertijden" van 20:00 tot 24:00 uur. Vanaf januari 2017 was hij in het weekend te horen van 20.00 tot 00:00 uur.
Vanwege een reorganisatie bij het moederbedrijf van Radio Veronica, Talpa moest Gofers eind juni 2020 vertrekken bij Veronica.
Sinds de zomer van 2021 is Gofers weer terug bij Radio 538, eerst als invaller en vanaf 22 november 2021 was hij op zondagavond te horen van 22-00 uur. Vanaf 1 mei 2022 is hij zondag tussen 19:00-22:00 te horen.

### Snollebollekes
Jurjen Gofers richtte samen met cabaretier Rob Kemps de feestact Snollebollekes op en is zanger van de Snollebollekes. 